# Hôtel de Jassaud
El hôtel de Jassaud es un hôtel particulier ubicado en la costa norte de Île Saint-Louis, en el 19 de quai de Bourbon (Grand hôtel de Jassaud) y 26 rue Le Regrattier (Petit hôtel de Jassaud) 4 distrito de París, Francia.

## Historia
Fue construido en 1642 por el maestro de pedidos Nicolas de Jassaud.
La escultora Camille Claudel trabajó en su estudio en la planta baja desde 1899 hasta 1913. También residió Maurice Maindron, autor de novelas de capa y espada, yerno de José-Maria de Heredia, el grabador Félix Buhot, amigo del pintor Norbert Gœneutte, quien aquí retrató a la familia, así como el historiador Georges de Lastic .Hôtel de Jassaud
Fue catalogado como monumento histórico en 1988, mientras que la fachada que da al muelle y la sección de cubierta correspondiente fueron catalogadas en 1993. Tiene un pequeño jardín y un segundo patio.